# Vosrode lijnbladroller
De vosrode lijnbladroller (Phiaris palustrana) is een vlinder uit de familie bladrollers (Tortricidae). De wetenschappelijke naam is voor het eerst geldig gepubliceerd in 1846 door Lienig & Zeller.
De soort komt voor in Europa.